# Diascia runcinata
Diascia runcinata är en flenörtsväxtart som beskrevs av Ernst Meyer och George Bentham. Diascia runcinata ingår i släktet tvillingsporrar, och familjen flenörtsväxter. Inga underarter finns listade i Catalogue of Life.